# Louis Hà Kim Danh
Louis Hà Kim Danh (1913 – 1995) là một Giám mục của Giáo hội Công giáo tại Việt Nam. Ông từng đảm trách vai trò Giám mục chính tòa thứ hai của Giáo phận Phú Cường trong khoảng thời gian ngắn từ năm 1993 đến năm 1995. Trước đó, ông đảm trách vai trò giám mục phó giáo phận này từ năm 1982. Khẩu hiệu Giám mục của ông là: Kiên nhẫn thắng mọi sự.

## Thân thế và tu tập
Louis Hà Kim Danh sinh ngày 21 tháng 6 năm 1913 tại Cần Thơ. Ông bắt đầu con đường tu học của mình bằng cách nhập học tại Tiểu Chủng viện Cù Lao Giêng, Nam Vang vào ngày 25 tháng 7 năm 1925. Sau khi hoàn tất chương trình tiểu chủng viện, ngày 1 tháng 7 năm 1933, chủng sinh Danh tiếp tục con đường tu học bằng cách chuyển tiếp lên học tại Đại chủng viện Nam Vang. Năm 1937, chủng sinh Danh gia nhập chủng viện Xuân Bích Hà Nội.

## Linh mục
Sau quá trình tu học dài hạn, phó tế Louis Hà Kim Danh được thụ phong linh mục vào ngày 12 tháng 3 năm 1940. Sau ngày thụ phong, vị linh mục trẻ được bổ nhiệm đảm trách vai trò Giáo sư Chủng viện, tham gia giảng dạy tại Tiểu chủng viện Cù Lao Giêng, Nam Vang và giữ chức vu này cho đến hết năm 1947.
Năm 1948, linh mục Hà Kim Danh được chọn làm Tuyên úy Dòng nữ Chúa Quan Phòng, Nam Vang. Một năm sau đó, ông trở thành linh mục Linh hướng Dòng Con Đức Mẹ Russey – Keo.
Năm 1970, linh mục Hà Kim Danh được bổ nhiệm giữ vai trò Giáo sư tại Tiểu chủng viện Phú Cường. Năm 1976, linh mục Danh được giám mục giáo phận trao cho vai trò Giám đốc Đại Chủng viện Phú Cường, kiêm Tổng Đại diện Giáo phận Phú Cường.

## Giám mục
Ngày 8 tháng 6 năm 1982, Toà Thánh bổ nhiệm linh mục Louis Hà Kim Danh, làm Giám mục phó Giáo phận Phú Cường, làm Giám mục phó cho giám mục Giuse Phạm Văn Thiên. Ông thay thế nguyên giám mục phó Giacôbê Huỳnh Văn Của vừa từ chức và đang dưỡng bệnh ở ngoại quốc.
Ngày 10 tháng 10 năm 1982, thánh lễ tấn phong Giám mục được tổ chức tại Phú Cường do Tổng giám mục đô thành Tổng giáo phận Thành phố Hồ Chí Minh Phaolô Nguyễn Văn Bình làm chủ phong, phụ phong có hai giám mục là Giuse Phạm Văn Thiên, Giám mục chính tòa Giáo phận Phú Cường và Louis Phạm Văn Nẫm, giám mục phụ tá Tổng giáo phận Thành phố Hồ Chí Minh.
Ngày 10 tháng 5 năm 1993, Giám mục Phạm Văn Thiên từ chức và nghỉ hưu, Giám mục Phó Hà Kim Danh đương nhiên kế vị làm giám mục chính tòa Giáo phận Phú Cường. Ông trở thành giám mục chính tòa khi đã được 80 tuổi.
Sau hơn 10 năm làm Giám mục phó, sức khỏe giám mục Hà Kim Danh suy yếu lại mắc bệnh tim nên phải điều trị ở Thành phố Hồ Chí Minh. Ngày 22 tháng 2 năm 1995, ông từ trần lúc 11 giờ 10 phút tại Bệnh viện Chợ Rẫy, hưởng thọ 82 tuổi với 55 năm trong sứ vụ linh mục và 13 năm trong cương vị giám mục. Lễ an táng cố giám mục Hà Kim Danh sau đó được cử hành vào ngày 25 tháng 2, do CHủ tịch Hội đồng Giám mục Việt Nam Phaolô Maria Nguyễn Minh Nhật chủ tế, cùng đông đảo giám mục, hơn 130 linh mục đồng tế.

## Nhận định
| “                                      | Một tâm hồn, dù đóng kín, ngại tiếp xúc, nhưng gặp được nụ cười của ngài, cánh cửa lòng cũng muốn mở ra, đường tiếp xúc lồng lộng gió niềm vui. Nhìn ngài cười, khoảng cách giữa quyền bính và vâng phục, tuy vẫn còn, nhưng đã được phủ lên một lớp dầu mượt mà, thân ái. Cái thân chỉ có ở tấm lòng người cha. Người cha thấy đứa con giận dỗi bỏ ăn, đã chẳng ngại xuống nước, chiều chuộng, để nó thực hiện cái điều không thể thiếu của con người.. | ” |
| — Kỷ yếu giáo phận Phú Cường, năm 2005 | |   |

## Tông truyền
Giám mục Louis Hà Kim Danh được tấn phong giám mục năm 1982, thời Giáo hoàng Gioan Phaolô II, bởi:
- Giám mục Chủ phong: Phaolô Nguyễn Văn Bình, Tổng giám mục đô thành Tổng giáo phận Thành phố Hồ Chí Minh.
- Hai giám mục Phụ phong: Giuse Phạm Văn Thiên, giám mục chính tòa Giáo phận Phú Cường và Louis Phạm Văn Nẫm, giám mục phụ tá Tổng giáo phận Thành phố Hồ Chí Minh.

Giám mục Louis Hà Kim Danh là Giám mục Chủ phong cho linh mục:
- Năm 1991, linh mục Giuse Nguyễn Tấn Tước, hiện đang là giám mục chính tòa Giáo phận Phú Cường.